# Percy Sykes
Pour les articles homonymes, voir Sykes.
Percy Molesworth Sykes, né le 28 février 1867 à Brompton (Kent) et mort le 11 juin 1945 à Londres, est un officier, diplomate, écrivain, explorateur et orientaliste britannique. 
Il a écrit des ouvrages historiques, géographiques et biographiques, ainsi que décrit ses voyages en Perse et en Asie centrale.

## Biographie
Percy Sykes est né à Brompton dans le Kent. Il est le fils de l'aumônier de l'armée, le révérend William Sykes (né en 1829) et de son épouse Mary, fille du capitaine Anthony Oliver Molesworth, de la Royal Artillery, descendant de Robert Molesworth, 1er vicomte Molesworth,. Ses sœurs Ella Sykes (en) et Ethel Sykes (en) deviendront écrivains. Son père, William est le deuxième fils de Richard Sykes, propriétaire de la Sykes Bleaching Company (en) ; Percy Sykes est ainsi le neveu de Richard Sykes, le joueur de rugby qui a fondé des villes en Amérique et le cousin de Alan Sykes (en), député de Knutsford dans le Cheshire,. 
Il fait ses études à la Rugby School et au Collège royal militaire de Sandhurst. 

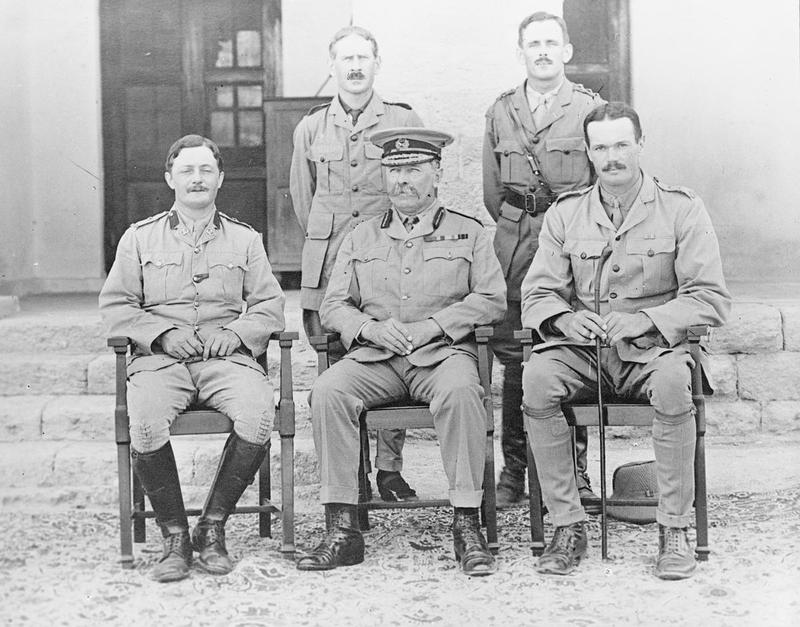
Le brigadier Sir Percy Sykes avec des officiers de la mission originale Bandar Abbas en avril 1916. (debout) Major E Howell, Capitaine Durham, (assis) Major G. Blair (officier d'état-major), Général de brigade Sir Percy Sykes, Capitaine RC Ruck

Nommé dans le 16th Lancers, il est rapidement transféré au 2nd Dragoon Guards en 1888. Il est affecté en Inde et fait plusieurs voyages à travers la Perse et le Baloutchistan. Sous-lieutenant, il est élu membre de la Royal Geographical Society en novembre 1891. Il est envoyé en mission secrète en novembre 1892 lorsqu'il se rend en Ouzbékistan sur le chemin de fer transcaspien. Lieutenant (26 avril 1895) puis capitaine (8 décembre 1897), il est consul à Kerman en Perse pendant plusieurs années dans les années 1890. Pendant la seconde guerre des Boers en Afrique du Sud, il sert comme commandant en second du 9e Bataillon, Imperial Yeomanry (en) jusqu'en septembre 1901. Il est ensuite au Département du renseignement et est blessé à la jambe. Nommé compagnon de l'ordre de Saint-Michel et Saint-Georges (CMG) le 26 juin 1902,, à la fin de 1902, il rejoint le Département politique indien et est transféré à l'armée indienne. Au cours des années suivantes, il effectue de nombreux voyages au Moyen-Orient et est nommé consul général du Khouzistan en 1906.
En 1902, il épouse Evelyn Seton, fille aînée du colonel Bruce Gordon Seton (en) des Royal Engineers dont il aura six enfants. Sa fille Rachel épousera le diplomate Patrick Reilly (en).
En 1915, il est fait chevalier. En mars 1915, il devient consul général par intérim au Turkestan chinois, aujourd'hui Xinjiang, dans la région autonome ouïghoure de Chine. Sykes voyage par voie terrestre depuis l'Angleterre via la Norvège jusqu'à Kashgar accompagné de sa sœur, Ella Constance Sykes, elle-même membre de la Société géographique et experte de la Perse. Ensemble, ils enregistrent leur voyage dans une série de photographies et ont ensuite publié Through deserts and oases of Central Asia.
Alors qu'il est en poste en Perse, il reçoit le grade temporaire de brigadier-général et est placé aux commandes des South Persia Rifles. Ses forces, composées d'environ 7 000 hommes, ont soutenu les Russes à Ispahan contre les Bakhtiaris. Une fois en poste à Ispahan, Sykes a utilisé de nombreuses excuses pour rester, y compris une prétendue demande russe que les fusils de la Perse du Sud soient utilisés comme garnison pour Ispahan. En 1917, de nombreuses autorités britanniques réclament son retrait, sauf Lord Curzon. Il est finalement rappelé en 1918. 
Il prend sa retraite de l'armée en 1924, conservant le grade honorifique de brigadier-général. De 1932 jusqu'à sa mort, il est secrétaire honoraire de la Royal Central Asian Society, aujourd'hui connue sous le nom de Royal Society for Asian Affairs (en). La société a en hommage un prix appelé la médaille commémorative Sir Percy Sykes. 
La Royal Geographical Society lui a décerné le Back Award (en) en 1899 et la médaille d'or en 1902. 

## Publications
- 1902 : Ten Thousand Miles in Persia, John Murray.
- 1910 : The Glory of the Shia World, Macmillan Publishers.
- 1914 : Lectures delivered to the Persia Society, 1913–1914, Morrison & Gibb.
- 1915 : A History of Persia, MacMillan.
- 1920 : Through Deserts and Oases of Central Asia, MacMillan. 1920.
- 1922 : Persia, Oxford University Press.
- 1926 : The Right Honourable Sir Mortimer Durand, Cassell & Co.
- 1934 : A History of Exploration, George Routledge & Sons.
- 1936 : The Quest for Cathay, A. & C. Black.
- 1938 : À La Recherche du Cathay, Payot, Paris.
- 1939 : Explorers All, Famous Journeys in Asia, George Newnes.
- 1939 : (ed.), The Story of Exploration and Adventure, George Newnes.
- 1940 : A History of Afghanistan, MacMillan.
- 1949 : A History of Exploration, Routledge & Kegan Paul.